# Burg Braunshorn
Die Burg Braunshorn, auch Alte Burg Braunshorn genannt, ist eine abgegangene Turmhügelburg (Motte) im Ortsbereich der Gemeinde Braunshorn im Rhein-Hunsrück-Kreis in Rheinland-Pfalz. Sie wird als Stammsitz der Freiherren von Braunshorn angesehen.

## Geschichte
Bei der Burg Braunshorn handelt es sich um eine nicht zuverlässig datierbare Mottenanlage im Ortskern der Gemeinde Braunshorn. Das Geschlecht der Freiherren von Braunshorn wurde im Jahr 1098 mit Gundolph zum ersten Mal erwähnt. Daher wird der Errichtungszeitraum der Burg in der zweiten Hälfte des 11. Jahrhunderts vermutet.
Nachdem das Geschlecht der Braunshorner im Jahr 1268 nach Beilstein an die Mosel umsiedelte, wurde Burg Braunshorn im Jahr 1273 von Johann I. von Braunshorn und Gerhard von Wildenberg an den Pfalzgrafen Ludwig veräußert, der dadurch einen Stützpunkt in seiner Auseinandersetzung mit Kurtrier gewann.
Schon 1314 musste sein Nachfolger Ludwig der Bayer die Burg Braunshorn zur Tilgung seiner mit der Königswahl verbundenen Kosten an König Johann von Böhmen und Erzbischof Balduin von Trier verpfänden. Mit dem Tod Balduins fiel die ehemalige Stammburg der Braunshorner wieder an die Pfalzgrafen zurück, in deren Besitz sie verblieb.
Wann die Burg aufgegeben wurde, ist nicht bekannt. Im Jahr 1787 waren noch Grundmauern sichtbar, die im Jahr 1857 kaum noch erkennbar waren.

## Anlage
Bei der heutigen Anlage handelt es sich um einen rechteckigen Hügel mit etwa 20 Metern Durchmesser und einer Höhe von 3,4 bis 4 Metern. Ein den Hügel teilweise umlaufender niedriger Wallrest (Höhe: ca. 1,50) ist zu erkennen. Ob dieser jedoch nachträglich zugefügt wurde, ist nicht bekannt.
Ein Luftbild der britischen Luftaufklärung zeigt den Zustand in den 1940er Jahren. Dieses Luftbild, das sich wohl im Besitz der Universität London befindet, ist nicht einsehbar.
In direkter Nachbarschaft befindet sich ein in der Mitte des 20. Jahrhunderts erbautes Wohnhaus. Der Hügel wurde in dessen Bau mit einbezogen und vermutlich teilweise abgetragen.
Eine Begehung ist nicht möglich, da das Gelände durch einen hohen Zaun geschützt ist.
Da bis heute keine archäologischen Untersuchungen des Burghügels erfolgt sind, ist eine definitive Aussage zum Aufbau der Wehranlagen und der dazugehörenden Bauten schwerlich möglich. Vermutlich stand ein turmartiges Gebäude auf dem im sumpfigen Gelände schwer zu erreichenden Burghügel, der zusätzlich durch einen Wall mit Palisade und einen wasserführenden Graben geschützt gewesen sein dürfte.

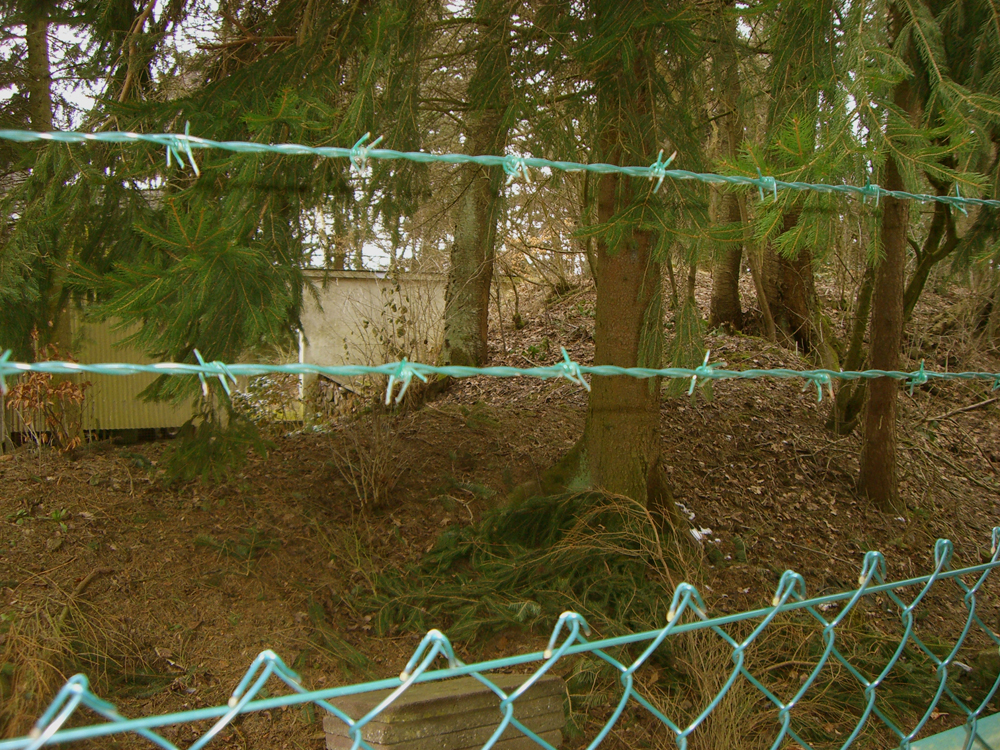
Burg Braunshorn, Sicht aus nordöstlicher Richtung. Der Burghügel (rechts) läuft nach links in einen niedrigen Wall aus. Im Hintergrund links ist ein Teil des in den 1950er Jahren entstandenen Wohnhauses zu erkennen, im Vordergrund der das Gelände begrenzende Zaun.

## Funde
Im Jahr 1936 wurden im Bereich des Burghügels zwei Tonscherben aufgelesen, die heute im Magazin des Rheinischen Landesmuseums Bonn aufbewahrt werden. Eine Wandscherbe wurde durch deren Innenglasur als neuzeitlich identifiziert. Bei der zweiten Wandscherbe handelt es sich um eine gelbe Irdenware mit an der Oberfläche hervortretenden Magerung. Aufgrund dessen könnte es sich hierbei um Pingsdorfer Ware handeln, es fehlt jedoch die charakteristische rötliche Bemalung. Eine Datierung in das 11./12. Jahrhundert ist so nicht mit völliger Sicherheit möglich.